# Kōbun Chino
Kōbun Chino Otogawa (乙川 弘文, Otogawa Kōbun ) (1 de febrero de 1938-26 de julio de 2002)  fue un sacerdote Sōtō Zen japonés nacionalizado estadounidense.

## Biografía
Otogawa, quien prefirió ser llamado por su primer nombre, en lugar de cualquiera de los honoríficos zen japoneses: sensei (maestro) o roshi (maestro), llegó a San Francisco, California, desde Japón en 1967 en respuesta a una invitación del maestro Shunryu Suzuki, sirviendo como su asistente en Tassajara Zen Mountain Center hasta 1970.
Otogawa era hijo de un sacerdote Sōtō Zen y él mismo fue ordenado sacerdote a la edad de 12 años. Realizó estudios universitarios en la Universidad de Komazawa y recibió una maestría en budismo Mahayana de la Universidad de Kioto. Luego entrenó durante tres años en Eiheiji. Entre sus maestros principales se encontraba el maestro zen poco convencional Kodo Sawaki, conocido como el último de los unsui, o monjes errantes, que había rechazado una invitación para ser el director de Eiheiji, sino que optó por vagar de un lugar a otro enseñando, sin quedarse nunca en el mismo lugar durante más de tres días.
Originalmente, había planes para que Otogawa guiara a un grupo satélite del Centro Zen de San Francisco ubicado en Los Altos, California, pero era más necesario en el Centro Zen Mountain de Tassajara (donde permaneció hasta 1970). Se mudó a Los Altos y comenzó a enseñar allí en el Haiku Zendo poco después de dejar Tassajara, a fines del verano de 1970. Después de la muerte de Suzuki en 1971, Otogawa se convirtió en el director oficial del Centro Haiku Zen (poco después incorporado bajo el nombre de Bodhi) en Los Altos, permaneciendo allí como maestro hasta 1978. Durante este tiempo, también fue parte integral de la formación del Centro Zen de Santa Cruz. Continuó estableciendo otro centro, Hokoji en Arroyo Seco, cerca de Taos, Nuevo México, enseñó regularmente en la Universidad de Naropa y regresó periódicamente a Bodhi para dirigir retiros.
En 1983, Kobun Chino Roshi y un grupo de estudiantes establecieron Jikoji, un centro rústico de retiro en la montaña ubicado en las montañas de Santa Cruz.
El 18 de marzo de 1991, Otogawa presidió el matrimonio de Steve Jobs y Laurene Powell.
Murió en Suiza el 26 de julio de 2002 ahogándose mientras intentaba salvar a su hija Maya, de cinco años, que se había caído de un muelle, quien también se ahogó.